# Phaseolin
Phaseolin (auch: Vicilin, Pha v-Allergen) ist das Haupt-Reserveprotein der Bohnenarten (Gattungen Phaseolus und Vicia), beispielsweise auch der Gartenbohne (Phaseolus vulgaris). Es ist ein Gemisch mehrerer Glycoproteine, das während der Samenentwicklung gebildet wird. Es hat einen Anteil von 30 %–50 % an den Samenproteinen und wirkt beim Menschen als Allergen.

## Aufbau
Phaseolin besteht aus drei verschiedene Proteinen (alpha, beta, gamma). Alle drei Unterarten sind Glycoproteine, die über N-glykosidische Bindung angebunden sind. Sie gehören zu den so genannten 7S-Speicherproteinen.
- Mane(GlcNAc)z
- Man7(GlcNAc)2
- Xylose-Man,(GlcNAc)

## Nutzung
Phaseolin ist in der Lage, die Aktivität des Enzyms α-Amylase, welches für die Spaltung von Kohlenhydraten verantwortlich ist, zu inhibieren. Phaseolinhaltige Pflanzenextrakte werden auf Grund dieser ernährungsphysiologischen Eigenschaft in Nahrungsergänzungsmitteln und Medizinprodukten eingesetzt und sind Gegenstand verschiedener Patentanmeldungen.